# Кавенчин (Свідницький повіт)
Кавенчин (пол. Kawęczyn) — село в Польщі, у гміні П'яскі Свідницького повіту Люблінського воєводства.
Населення — 322 особи (2011).
У 1975-1998 роках село належало до Люблінського воєводства.

## Демографія
Демографічна структура станом на 31 березня 2011 року:
|          | Загалом | Допрацездатний вік | Працездатний вік | Постпрацездатний вік |
| -------- | ------- | ------------------ | ---------------- | -------------------- |
| Чоловіки | 149     | 21                 | 103              | 25                   |
| Жінки    | 173     | 33                 | 87               | 53                   |
| Разом    | 322     | 54                 | 190              | 78                   |